# CNCO World Tour
 (octobre 2018).
Si vous disposez d'ouvrages ou d'articles de référence ou si vous connaissez des sites web de qualité traitant du thème abordé ici, merci de compléter l'article en donnant les références utiles à sa vérifiabilité et en les liant à la section « Notes et références ».
Pour les articles homonymes, voir CNCO (homonymie).
Tournées par CNCO
Más Allá Tour
(2017-2018)
Le CNCO World Tour est la seconde tournée du groupe latino, CNCO. 
La tournée compte 36 concerts[réf. nécessaire]. Elle a débuté à Ciudad de Guatemala, au Guatemala et s'est terminée à Lima, au Pérou.

## Répertoire
Vidéo d'introduction
1. Hey DJ
2. Mi Medicina

Pause
1. Estoy Enamorado de Tí
2. Bonita
3. Sólo Yo

Vidéo numéro 2 & Changements de Tenues
1. Tan Fácil
2. Devuélveme Mi Corazón
3. Noche Inolvidable / Volverte A Ver
4. No me Sueltes / Mala Actitud

Vidéo numéro 3
1. Tu Luz
2. Cometa / Primera Cita

Vidéo numéro 4 Bloopers
1. Fan Enamorada / Fiesta En Mi Casa

Vidéo numéro 5 Récap de La Banda
1. Reggaetón Lento (Remix)
2. Quisiera
3. Súbeme La Radio (Remix)
4. Quisiera Alejarme (Remix)
5. Diganlé (Remix)
6. Demuéstrame
7. Mamita
8. Para Enamorate
9. Se Vuelve Loca

## Dates
| Jour              | Ville                   | Pays            | Lieu                                   |                 |                 |                 |
| Amérique Latine   | Amérique Latine         | Amérique Latine | Amérique Latine                        | Amérique Latine | Amérique Latine | Amérique Latine |
| ----------------- | ----------------------- | --------------- | -------------------------------------- | --------------- | --------------- | --------------- |
| 19 octobre 2018   | Medellín                | Colombie        | La Macarena                            |                 |                 |                 |
| 20 octobre 2018   | Bogotá                  | Colombie        | Centro de Eventos Autopista Norte      |                 |                 |                 |
| 2 novembre 2018   | Riobamba                | Équateur        | Estadio Olimpico de Riobamba           |                 |                 |                 |
| 3 novembre 2018   | Azogues                 | Équateur        | Gran Noche Azogueña                    |                 |                 |                 |
| 22 novembre 2018  | Quito                   | Équateur        | Coliseo General Rumiñahui              |                 |                 |                 |
| 24 novembre 2018  | Guayaquil               | Équateur        | Coliseo Voltaire Paladines Polo        |                 |                 |                 |
| 1er décembre 2018 | Asunción                | Paraguay        | Jockey Club                            |                 |                 |                 |
| 3 décembre 2018   | Montevideo              | Uruguay         | Teatro de Verano Ramón Collazo         |                 |                 |                 |
| 7 décembre 2018   | Buenos Aires            | Argentine       | Hipódromo de Palermo                   |                 |                 |                 |
| 9 décembre 2018   | Santiago                | Chili           | Movistar Arena                         |                 |                 |                 |
| 11 décembre 2018  | La Paz                  | Bolivie         | Teatro Al Aire Libre                   |                 |                 |                 |
| 12 décembre 2018  | Santa Cruz de la Sierra | Bolivie         | Estadio Real Santa Cruz                |                 |                 |                 |
| Amérique du Nord  |                         |                 |                                        |                 |                 |                 |
| 24 janvier 2019   | McAllen                 | États-Unis      | Hidalgo Arena                          |                 |                 |                 |
| 25 janvier 2019   | Houston                 | États-Unis      | Smart Financial Centre Union           |                 |                 |                 |
| 26 janvier 2019   | Dallas                  | États-Unis      | Fair Park                              |                 |                 |                 |
| 27 janvier 2019   | El Paso                 | États-Unis      | The Coliseum                           |                 |                 |                 |
| 14 février 2019   | San Juan                | Porto Rico      | Coliseo de Puerto Rico                 |                 |                 |                 |
| 16 février 2019   | San José                | États-Unis      | City National Civic                    |                 |                 |                 |
| 17 février 2019   | Los Angeles             | États-Unis      | Microsoft Theater                      |                 |                 |                 |
| 21 février 2019   | Boston                  | États-Unis      | House of Blues Boston                  |                 |                 |                 |
| 22 février 2019   | Chicago                 | États-Unis      | Rosemont Theatre                       |                 |                 |                 |
| 23 février 2019   | New York                | États-Unis      | United Palace Theatre                  |                 |                 |                 |
| 24 février 2019   | New York                | États-Unis      | United Palace Theatre                  |                 |                 |                 |
| 1er mars 2019     | Miami                   | États-Unis      | American Airlines Arena                |                 |                 |                 |
| 2 mars 2019       | Orlando                 | États-Unis      | House of Blues Orlando                 |                 |                 |                 |
| Europe            |                         |                 |                                        |                 |                 |                 |
| 7 mars 2019       | Milan                   | Italie          | La Fabrique                            |                 |                 |                 |
| 9 mars 2019       | Naples                  | Italie          | Teatro Palapartenope                   |                 |                 |                 |
| 14 mars 2019      | Madrid                  | Espagne         | WiZink Center                          |                 |                 |                 |
| 15 mars 2019      | Barcelone               | Espagne         | Sant Jordi Club                        |                 |                 |                 |
| 17 mars 2019      | Zürich                  | Suisse          | Volkshaus                              |                 |                 |                 |
| 21 mars 2019      | Amsterdam               | Pays-Bas        | Melkweg                                |                 |                 |                 |
| 22 mars 2019      | Bruxelles               | Belgique        | La Madeleine                           |                 |                 |                 |
| 23 mars 2019      | Paris                   | France          | Bataclan                               |                 |                 |                 |
| 24 mars 2019      | Londres                 | Royaume-Uni     | O² Shepherds Bush Empire               |                 |                 |                 |
| Amérique Latine   |                         |                 |                                        |                 |                 |                 |
| 11 avril 2019     | Lima                    | Pérou           | Anfiteatro del Parque de la Exposicion |                 |                 |                 |